# 미사와촌 (가나가와현)
미사와촌(일본어: 三沢村)은 일본 가나가와현 쓰쿠이군에 있던 촌이다. 현재의 사가미하라시 미도리구 일부에 해당한다.

## 역사
- 1889년 4월 1일 -정촌제 시행에 의해 쓰쿠이군 미사와촌이 성립하였다.
- 1955년 4월 1일 
  - 나카노정, 구시카와촌, 도야촌, 아오노하라촌, 아오네촌과 합병해 쓰쿠이정이 성립하였다.
  - 가와시리촌, 쇼난촌과 합병해, 시로야마정이 성립하였다.

## 참고 문헌
- 角川日本地名大辞典編纂委員会,『角川日本地名大辞典 神奈川県』1984, 角川書店
- 相模原市ホームページ 住居表示実施地区の新旧対照表・旧新対照表